# الحائرية
الحائرية قرية سعودية، تتبع محافظة تربة في منطقة مكة المكرمة.

## الوصف
تبعد القرية عن المحافظة مسافة 15 كم بإتجاه الشمال الغربي، نوع الطريق أسفلت. أقرب مدينة أو قرية بها صحة هي محافظة تربة. خدمات التعليم: مدرسة الحائرية الابتدائية ومدرسة الحائرية المتوسطة ومدرسة (بنين)، ومدرسة الحائرية الابتدائية ومدرسة الحائرية المتوسطة ومدرسة الحائرية الثانوية (بنات). يوجد في القرية خدمة بلدية وخدمة بريد وبث تلفزيوني وكهرباء عامة